# Glendale (Colorado)
Glendale é uma cidade localizada no estado americano do Colorado, no Condado de Arapahoe.

## Geografia
De acordo com o United States Census Bureau, a cidade tem uma área de 1,42 km², onde todos os 1,42 km² estão cobertos por terra.

### Localidades na vizinhança
O diagrama seguinte representa as localidades num raio de 16 km ao redor de Glendale.

## Demografia
Segundo o censo nacional de 2010, a sua população é de 4 184 habitantes e sua densidade populacional é de 2 937,18 hab/km². É a cidade mais densamente povoada do Colorado. Possui 2 649 residências, que resulta em uma densidade de 1 859,61 residências/km².